# Elizaveta Tuktamysheva
Elizaveta Sergeyevna "Liza" Tuktamysheva (em russo:  Елизавета Серге́евна Туктамышева; Glazov, Udmurtia, 17 de dezembro de 1996) é uma patinadora artística russa, que compete no individual feminino. Ela foi campeã mundial em 2015, vice-campeã mundial em 2021, campeã europeia em 2015, campeã da final do Grand Prix ISU em 2014–15 e medalhista de bronze na final do Grand Prix ISU 2018-2019, além de campeã russa em 2013 e campeã russa júnior em 2011.
Tuktamysheva é conhecida tanto por seu carisma, sendo chamada de Empress (Imperatriz) pelos seus fãs, como por sua técnica de salto apurada — em especial seus Lutz e Axel —, sendo a primeira mulher a executar quatro saltos triplos ratificados (triplo Axel, triplo Lutz, triplo toe-triplo toe) em um programa curto, índice atingido no Mundial de 2015, além de ser uma das poucas patinadoras capazes de saltar dois triplos Axel no programa livre, sendo a terceira patinadora na categoria individual feminina a concluir um programa livre com oito saltos triplos ratificados, feito atingido em 2018, na Final do Grand Prix. Além disso, no Mundial por Equipes de 2019, ela se tornou a primeira mulher a concluir doze saltos triplos limpos em uma mesma competição.

## Programas
| Temporada | Programa curto | Programa livre | Exibição de gala |
| --------- | --- | --- | --- |
| 2021–2022 | - Oblivion de Astor Piazzolla por Misia coreografado por Ilya Averbukh | - Arabia by Hanine El Alam - My Love … Music (Darbuka Dance Music) by Artem Uzunov coreografado por Nikita Mikhailov | - Satine's Entrance (from Moulin Rouge!) performed by Karen Olivo |
| 2020–2021 | - Lovely by Billie Eilish and Khalid coreografado por Nikita Mikhailov - Adagio of Spartacus and Phrygia by Aram Khachaturian coreografado por Anna Cappellini and Luca Lanotte | - Chronicles of a Mischievous Bird by Bhima Yunusov coreografado por Yuri Smekalov | - Shallow (from A Star Is Born) performed by Lady Gaga and Bradley Cooper coreografado por Ilya Averbukh - Destination Calabria by Alex Gaudino, feat. Crystal Waters - Drumming Song by Florence + The Machine coreografado por Shae-Lynn Bourne               |
| 2019–2020 | - Drumming Song by Florence + The Machine coreografado por Shae-Lynn Bourne - Oblivion by Astor Piazzolla coreografado por Shae-Lynn Bourne                                     | - You Don't Love Me by Caro Emerald - Petite Fleur by The Hot Sardines - Catgroove by Parov Stelar coreografado por Tatiana Prokofieva, E. Grez - Caravan by Juan Tizol and Duke Ellington performed by The Hot Sardines - Utt Da Zay performed by Andrey Makarevich and Yevgeniy Borets feat. Irina Rodiles - Bei Mir Bist Du Schön performed by The Hot Sardines coreografado por Tatiana Prokofieva | - Destination Calabria by Alex Gaudino, feat. Crystal Waters - Assassin's Tango by John Powell coreografado por Tatiana Prokofieva, P. Mitriashina - Shallow (from A Star Is Born) performed by Lady Gaga and Bradley Cooper coreografado por Ilya Averbukh     |
| 2018–2019 | - Assassin's Tango by John Powell coreografado por Tatiana Prokofieva, P. Mitriashina                                                                                           | - You Don't Love Me by Caro Emerald - Petite Fleur by The Hot Sardines - Catgroove by Parov Stelar coreografado por Tatiana Prokofieva, E. Grez | - Toxic by Britney Spears coreografado por Elizaveta Tuktamysheva |
| 2017–2018 | - Pisando Flores by Ara Malikian coreografado por Adam Solya | - Erinnerung performed by Efim Jourist Quartett coreografado por Adam Solya | |
| 2016–2017 | - Carmina Burana by Carl Orff performed by Jeremy Olive coreografado por Benoît Richaud - Piano Concerto No. 23 by Wolfgang Amadeus Mozart coreografado por Tatiana Prokofieva  | - Dance of the Sabres by Volker Barber - Peer Gynt by Edvard Grieg - - Solveig's Song - In the Hall of the Mountain King coreografado por Stéphane Lambiel - Cleopatra by Alex North coreografado por Emanuel Sandhu | - Mambo Italiano by Gerard Darmon |
| 2015–2016 | - Boléro by Maurice Ravel coreografado por Tatiana Prokofieva - Carmina Burana by Carl Orff performed by Jeremy Olive coreografado por Benoît Richaud                           | - Dance of the Sabres by Volker Barber - Peer Gynt by Edvard Grieg - - Solveig's Song - In the Hall of the Mountain King coreografado por Stéphane Lambiel | - I Put a Spell on You performed by Jeff Beck ft. Joss Stone coreografado por Stéphane Lambiel |
| 2014–2015 | - Boléro by Maurice Ravel coreografado por Tatiana Prokofieva | - Batwannis Beek by The REG Project - Sandstorm by La Bionda coreografado por Tatiana Prokofieva | - Get Low by Dillon Francis and DJ Snake - Koop Island Blues by Koop - Adiós Nonino by Astor Piazzolla coreografado por Stéphane Lambiel |
| 2013–2014 | - Adiós Nonino by Astor Piazzolla coreografado por Stéphane Lambiel - Gopher Mambo by Yma Sumac coreografado por Tatiana Prokofieva, Anton Pimenov                              | - Malagueña by Ernesto Lecuona coreografado por Jeffrey Buttle | - Adiós Nonino by Astor Piazzolla coreografado por Stéphane Lambiel |
| 2012–2013 | - Adiós Nonino by Astor Piazzolla coreografado por Stéphane Lambiel - Love Story by Francis Lai coreografado por David Wilson                                                   | - Dark Eyes coreografado por David Wilson | - Bésame Mucho (piano and violin version) - Caravan ("Mr. Bongo" 1998 album) by Jack Costanzo - Bésame Mucho ("Marvellous" 1994 album) by Michel Petrucciani coreografado por Georgi Kovtun - Adiós Nonino by Astor Piazzolla coreografado por Stéphane Lambiel |
| 2011–2012 | - Adiós Nonino by Astor Piazzolla coreografado porStéphane Lambiel | - Bésame Mucho (piano and violin version) - Caravan ("Mr. Bongo" 1998 album) by Jack Costanzo - Bésame Mucho ("Marvellous" 1994 album) by Michel Petrucciani coreografado por Georgi Kovtun | - Harem by R.E.G. Project coreografado por Georgi Kovtun |
| 2010–2011 | - Harem (from The Casbah) by R.E.G. Project coreografado por Georgi Kovtun | - Asturias by Isaac Albéniz coreografado por Georgi Kovtun | - In The Closet by Michael Jackson - Harem by R.E.G. Project coreografado por Georgi Kovtun |
| 2009–2010 | - Solveig's Song (from Peer Gynt) by Edvard Grieg coreografado por Georgi Kovtun                                                                                                | - Asturias by Isaac Albéniz coreografado por Georgi Kovtun | - Solveig's Song (from Peer Gynt) by Edvard Grieg |
| 2008–2009 | - Gypsy Dance (from Don Quixote) by Ludwig Minkus | - Memoirs of a Geisha by John Williams | - Gypsy Dance (from Don Quixote) by Ludwig Minkus - Giselle by Adolphe Adam |
| 2007–2008 | - Pictures at an Exhibition by Modest Mussorgsky performed by Orchestra of Golden Light                                                                                         | - Swan Lake by Pyotr Tchaikovsky | |

## Principais resultados
| Internacional | Internacional | Internacional | Internacional    | Internacional     | Internacional     | Internacional   | Internacional     | Internacional     | Internacional    | Internacional    | Internacional     | Internacional     | Internacional     | Internacional     | Internacional    | Internacional    |
| Evento/Temporada | 2006– 2007    | 2007– 2008    | 2008– 2009       | 2009– 2010        | 2010– 2011        | 2011– 2012      | 2012– 2013        | 2013– 2014        | 2014– 2015       | 2015– 2016       | 2016– 2017        | 2017– 2018        | 2018– 2019        | 2019– 2020        | 2020– 2021       | 2021– 2022       |
| --- | ------------- | ------------- | ---------------- | ----------------- | ----------------- | --------------- | ----------------- | ----------------- | ---------------- | ---------------- | ----------------- | ----------------- | ----------------- | ----------------- | ---------------- | ---------------- |
| Campeonato Mundial |               |               |                  |                   |                   |                 | 10.ª              |                   | Medalha de ouro  |                  |                   |                   |                   |                   | Medalha de prata |                  |
| Campeonato Europeu |               |               |                  |                   |                   |                 | Medalha de bronze |                   | Medalha de ouro  |                  |                   |                   |                   |                   |                  |                  |
| GP Grand Prix Final |               |               |                  |                   |                   | 5.ª             | 4.ª               |                   | Medalha de ouro  |                  |                   |                   | Medalha de bronze |                   |                  |                  |
| GP Cup of China |               |               |                  |                   |                   |                 |                   |                   | Medalha de ouro  |                  | Medalha de bronze | 7.ª               |                   | Medalha de bronze |                  |                  |
| GP Internationaux de France |               |               |                  |                   |                   | Medalha de ouro | Medalha de prata  |                   |                  | 5.ª              |                   | 9.ª               |                   |                   |                  |                  |
| GP Rostelecom Cup |               |               |                  |                   |                   |                 |                   | 4.ª               |                  |                  |                   |                   |                   |                   | Medalha de ouro  |                  |
| GP NHK Trophy |               |               |                  |                   |                   |                 |                   |                   |                  |                  |                   |                   | Medalha de bronze |                   |                  |                  |
| GP Skate America |               |               |                  |                   |                   |                 |                   | 4.ª               | Medalha de prata |                  |                   |                   |                   | Medalha de bronze |                  |                  |
| GP Skate Canada International |               |               |                  |                   |                   | Medalha de ouro | 4.ª               |                   |                  | Medalha de prata | 4.ª               |                   | Medalha de ouro   |                   |                  | Medalha de prata |
| CS Finlandia Trophy |               |               |                  |                   |                   |                 |                   | Medalha de bronze | Medalha de ouro  |                  | 4.ª               | Medalha de bronze | Medalha de ouro   | Medalha de prata  |                  | Medalha de prata |
| CS Golden Spin of Zagreb |               |               |                  |                   |                   |                 |                   | Medalha de bronze |                  | Medalha de ouro  | Medalha de prata  | Medalha de bronze |                   | Medalha de ouro   |                  |                  |
| CS Lombardia Trophy |               |               |                  |                   |                   |                 |                   |                   |                  |                  |                   | 6.ª               | Medalha de ouro   | Medalha de prata  |                  |                  |
| CS Nebelhorn Trophy |               |               |                  |                   |                   |                 |                   |                   | Medalha de ouro  |                  | Medalha de prata  |                   |                   |                   |                  |                  |
| CS Warsaw Cup |               |               |                  |                   |                   |                 |                   |                   | Medalha de ouro  | Medalha de ouro  |                   |                   |                   |                   |                  |                  |
| Bavarian Open |               |               |                  |                   |                   |                 |                   |                   | WD               |                  |                   |                   |                   |                   |                  |                  |
| Campeonato Nórdico |               |               |                  |                   |                   |                 |                   |                   |                  |                  | Medalha de prata  |                   |                   |                   |                  |                  |
| Coupe Internationale de Nice |               |               |                  |                   |                   |                 |                   |                   | Medalha de ouro  | Medalha de ouro  |                   |                   |                   |                   |                  |                  |
| Universíada |               |               |                  |                   |                   |                 |                   |                   |                  |                  | 4.ª               |                   |                   |                   |                  |                  |
| Internacional – Júnior |               |               |                  |                   |                   |                 |                   |                   |                  |                  |                   |                   |                   |                   |                  |                  |
| Jogos Olímpicos da Juventude |               |               |                  |                   |                   | Medalha de ouro |                   |                   |                  |                  |                   |                   |                   |                   |                  |                  |
| Campeonato Mundial Júnior |               |               |                  |                   | Medalha de prata  | WD              |                   |                   |                  |                  |                   |                   |                   |                   |                  |                  |
| JGP JGP Final |               |               |                  |                   | Medalha de prata  |                 |                   |                   |                  |                  |                   |                   |                   |                   |                  |                  |
| JGP JGP Alemanha |               |               |                  |                   | Medalha de ouro   |                 |                   |                   |                  |                  |                   |                   |                   |                   |                  |                  |
| JGP JGP Romênia |               |               |                  |                   | Medalha de ouro   |                 |                   |                   |                  |                  |                   |                   |                   |                   |                  |                  |
| Coupe Internationale de Nice |               | (N)           | (N)              |                   | Medalha de ouro   |                 |                   |                   |                  |                  |                   |                   |                   |                   |                  |                  |
| Nacional |               |               |                  |                   |                   |                 |                   |                   |                  |                  |                   |                   |                   |                   |                  |                  |
| Campeonato Russo |               | 10.ª          | Medalha de prata | Medalha de bronze | Medalha de bronze | 6.ª             | Medalha de ouro   | 10.ª              | Medalha de prata | 8.ª              | 8.ª               | 7.ª               | WD                | 4.ª               | 7.ª              |                  |
| Campeonato Russo – Júnior | 8.ª           | 9.ª           | Medalha de prata | 4.ª               | Medalha de ouro   |                 |                   |                   |                  |                  |                   |                   |                   |                   |                  |                  |
| Equipes |               |               |                  |                   |                   |                 |                   |                   |                  |                  |                   |                   |                   |                   |                  |                  |
| Troféu Mundial por Equipes |               |               |                  |                   |                   |                 | 4.ª 4T/10P        |                   | 2T/1P            |                  |                   |                   |                   |                   | 1T/3P            |                  |
| Japan Open |               |               |                  |                   |                   | 2T/1P           |                   |                   |                  | 3T/3P            |                   |                   |                   |                   |                  |                  |
| |               |               |                  |                   |                   |                 |                   |                   |                  |                  |                   |                   |                   |                   |                  |                  |
| Legenda: GP = Grand Prix; CS = Challenger Series; JGP = Grand Prix Júnior; WD = Abandonou; C = Cancelado; T = Posição da equipe; P = Posição individual; N= Nível Advanced Novice Competição não foi disputada nesta temporada; Competição não fez parte do GP/CS; Competição fez parte do GP/CS |               |               |                  |                   |                   |                 |                   |                   |                  |                  |                   |                   |                   |                   |                  |                  |